# Paramignya rectispinosa
Paramignya rectispinosa là một loài thực vật có hoa trong họ Cửu lý hương. Loài này được Craib mô tả khoa học đầu tiên năm 1916.